# Grandes Almacenes La Reconquista
Los Grandes Almacenes La Reconquista es uno de los mejores exponentes del modernismo en Melilla, está ubicado en la plaza Menéndez Pelayo, dentro del Ensanche Modernista y forma parte del Conjunto Histórico Artístico de la Ciudad de Melilla, un Bien de Interés Cultural.

## Historia

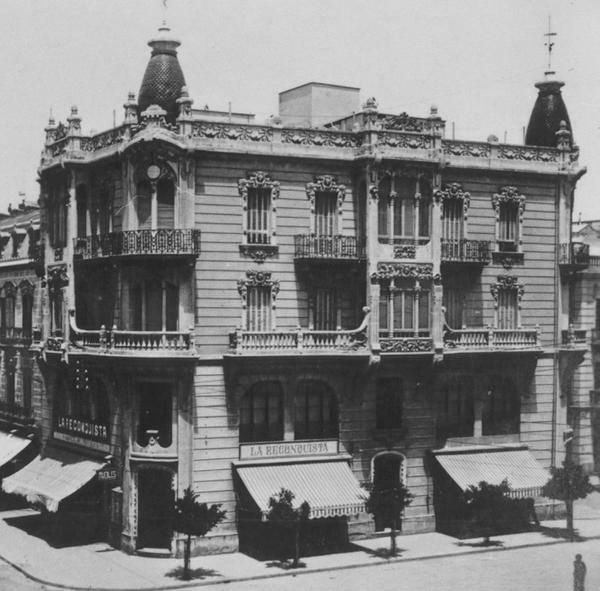
1917

El 12 de julio de 1907 se le concedió permiso para edificar en el solar 160 del Barrio Reina Victoria a Isaac Benarroch Benchimol, pero por no comenzar las obras en el plazo establecido, se le desposeyó del mismo el 19 de noviembre de 1907. Ese mismo día, se le  concedió un nuevo permiso al abogado Luis Irisarri Pastor, quien el 11 de marzo de 1910 obtuvo la autorización pertinente para construir una casa según proyecto del 22 de febrero de 1910 del ingeniero militar Eusebio Redondo Ballester, con planta baja, almacenes y principales  viviendas, del tipo de edificio de la zona, con sus esquinas con cúpula prismática.
Entre 1912 y 1913 el edificio fue comprado por Elisa Cuchí de Pí, la cual reformó su interior a finales de 1913, decidiendo también su ampliación, momento en que se iniciaron las gestiones con el arquitecto Enrique Nieto, el cual el 10 de enero de 1914 informó de que debía abrir zanjas adosadas a los cimientos para comprobar su resistencia. La autorización para esta operación fue aprobada el 23 de marzo de 1915 por Tomás Moreno Lázaro, ingeniero de la junta de Arbitrarios. Entre 1915 y 1917 se amplió, llegando incluso casi a reconstruirse, con el contratista José Bonet Amat, liquidándose las obras el 15 de agosto con un coste de 90 000 pesetas. 
En la planta baja y entreplanta se situaban propiamente los Grandes Almacenes La Reconquista, destinándose las plantas superiores a viviendas de alquiler. El que era el mayor almacén de Melilla fue reinaugurado el 24 de junio de 1917, con la exposición “Gente conocida“, del dibujante Diego Mullor Heredia. A finales de ese mismo año, en el salón principal, el tenor catalán Palet cantó arias del repertorio wagneriano, proclamando el triunvirato –música, clase social y lenguaje estilístico. Cerró por los años 70 y se compartimentaron la planta baja para locales y la entreplanta para oficinas. Después de la restauración de la fachada en el 2010, entre 2017 y 2018 se remodeló.

## Descripción

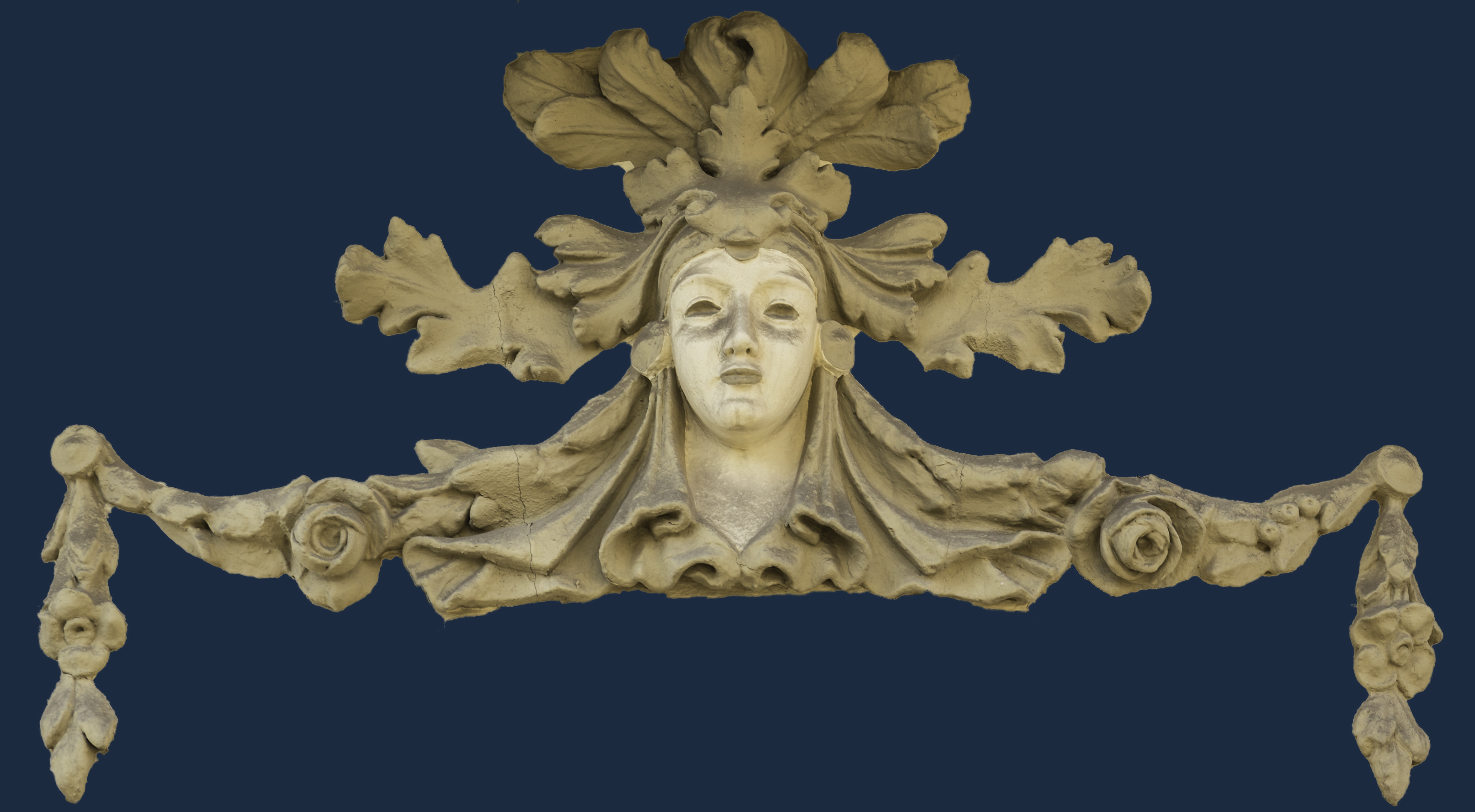
Detalle modernista figurativo en el chaflán de la fachada.

Es una de las mejores obras del modernismo floral melillense, y ha servido como portada de la Feria. Está construido con piedra local y ladrillo macizo para los muros de carga, con techos de bovedilla en el mismo ladrillo.

### Exterior
Cuenta con unos bajos con pilares que separan los grandes escaparates, y que se continúan con los también grandes ventanales de la entreplanta. Estos mismos pilares dan paso por medio de ménsulas a los miradores con un par de columnillas de las dos últimas plantas, y los chaflanes de sus esquinas, hacia La Avenida y la calle López Moreno, con ventanas tríforas en la primera planta, y bíforas, con detalles circulares sobre su dintel, y con piñas escamadas coronándolos. Entre estos existen balconadas en la primera planta, con balaustradas, y en la segunda planta contiene rejerías, con ventanas con molduras sobre los dinteles de rostros femeninos, todo sobre líneas verticales en los paños. Aunque es imposible de contemplar debido a las pérgolas de la plaza Menéndez Pelayo.

### Interior
El almacén contaba con una escalera imperial.

## Plaza Menéndez Pelayo

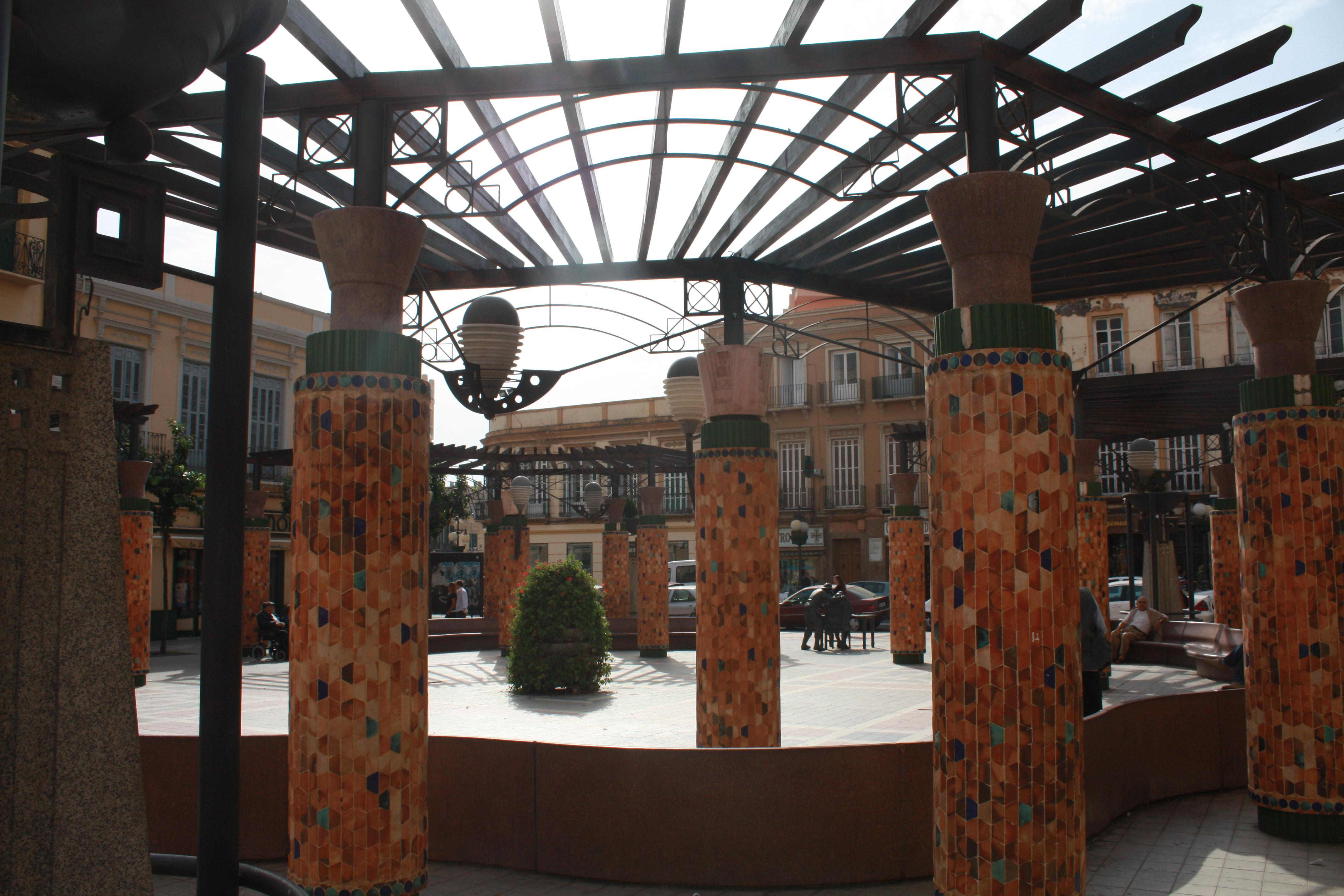

En un principio denominada plaza de la Iglesia en construcción y de la Iglesia, fue denominado como el escritor Marcelino Menéndez Pelayo tras su muerte en 1912. En 1918 se plantan unos ficus, podados en marzo de 1958, en 1971 se instala una fuente luminosa, con forma de "palangana" y a principios de junio de 1994 se reformó según proyecto del ingeniero municipal Ramón Gavilán y diseño del dibujante Carlos Baeza, con la construcción de cuatro pérgolas y bancos, pretendiendo emular desde el punto de vista contemporáneo un modernismo gaudiano y catalán que nunca existió en Melilla, convirtiendo el antiguo aparcamiento con ficus, talados, en un espacio anticuado y caótico, casi laberíntico, especialmente para los invidentes, para lo que se ha instalado un plano háptico y un panel con información de la plaza, aunque siempre se la seguirá denominando la Plaza Mataciegos.